# Pointe-Noire
Pointe-Noire   (fransk udtale: [pwɛ̃t.nwaʁ]; Kongo: Njinji er den næststørste by i Republikken Congo, efter hovedstaden i Brazzaville, og siden 2002-forfatningen et autonomt departement og en kommune. Før denne dato var det hovedstaden i regionen Kouilou (nu et separat departement). Den ligger på et næs mellem Pointe-Noirebugten og Atlanterhavet. Pointe-Noire er landets vigtigste kommercielle centrum og havde i 2023 en befolkning på 1.420.612 indbyggere.